# (22341) Francispoulenc
(22341) Francispoulenc est un astéroïde de la ceinture principale.

## Description
(22341) Francispoulenc est un astéroïde de la ceinture principale. Il fut découvert le 8 août 1992 à Caussols par Eric Walter Elst. Il présente une orbite caractérisée par un demi-grand axe de 2,23 UA, une excentricité de 0,20 et une inclinaison de 2,4° par rapport à l'écliptique.
L'astéroïde est nommé en l'honneur du compositeur et pianiste français Francis Poulenc (1899-1963).

## Compléments